# Ikaalinen
Ikaalinen (suédois : Ikalis) est une ville du sud-ouest de la Finlande. Elle se situe dans la région du Pirkanmaa, non loin de Tampere.

## Géographie
Une partie du parc national de Seitseminen se situe sur le territoire de la commune. On y trouve également l'un des plus anciens spas de Finlande, fondé en 1884.
La ville borde le grand lac Kyrösjärvi, à proximité duquel plus de 2 000 maisons de vacances sont construites.
Parmi les communes voisines d'Ikaalinen se trouvent au nord Parkano et à l'ouest Kankaanpää.
Les autres grandes communes voisines sont au sud Hämeenkyrö et l'est Ylöjärvi.
Tampere est à plus de 50 kilomètres d'Ikaalinen.
|                                           | Parkano    |            |
| Kankaanpää (dans le Satakunta), Jämijärvi | Ikaalinen  | Kuru       |
| Suodenniemi                               | Hämeenkyrö | Viljakkala |

## Démographie
Depuis 1980, l'évolution démographique d'Ikaalinen est la suivante :
| Année      | 1980  | 1985  | 1990  | 1995  | 2000  | 2005  | 2010  |
| ---------- | ----- | ----- | ----- | ----- | ----- | ----- | ----- |
| population | 8 137 | 8 184 | 8 219 | 8 074 | 7 744 | 7 547 | 7 428 |
| Année      | 2015  | 2020  |       |       |       |       |       |
| population | 7 207 | 6 921 |       |       |       |       |       |

## Économie
15 % de la population travaille dans le secteur primaire, mais la ville compte aussi plusieurs petites unités industrielles.

### Principales entreprises
En 2020, les principales entreprises de Porvoo par chiffre d'affaires sont :
| Société                        | C.A.  |
| ------------------------------ | ----- |
| Fincumet Oy                    | 28 M€ |
| Leppäkoski                     | 21 M€ |
| Leppäkosken Lämpö Oy           | 19 M€ |
| Ikaalisten Matkatoimisto Oy    | 18 M€ |
| Fincumet Container Oy          | 15 M€ |
| Leppäkosken Energia Oy         | 14 M€ |
| Ikaalisten Luomu Oy            | 7 M€  |
| Jyllin Kodit                   | 5 M€  |
| Ikaalisten-Parkanon Puhelin Oy | 5 M€  |
| Luhatuuli Oy                   | 5 M€  |

### Employeurs
En 2020, ses plus importants employeurs sont:
| Employeur                        | Employés |
| -------------------------------- | -------- |
| Jyllin Kodit                     | 114      |
| Luhatuuli Oy                     | 96       |
| Leppäkoski                       | 56       |
| Ikaalisten Matkatoimisto Oy      | 43       |
| Ikaalisten-Parkanon Puhelin Oy   | 31       |
| Ikaalisten Ambulanssipalvelu Oy  | 26       |
| Fincumet Oy                      | 21       |
| Ari Green Plant Oy               | 20       |
| Ikaalisten Luomu Oy              | 19       |
| Ikaalisten Tili ja Kiinteistö Oy | 19       |

## Jumelages
| Ville | Ville               | Pays | Pays      |
| ----- | ------------------- | ---- | --------- |
|       | Commune de Palamuse |      | Estonie   |
|       | Gagra               |      | Géorgie   |
|       | Ljusdal             |      | Suède     |
|       | Stade               |      | Allemagne |
|       | Tynset              |      | Norvège   |

## Galerie

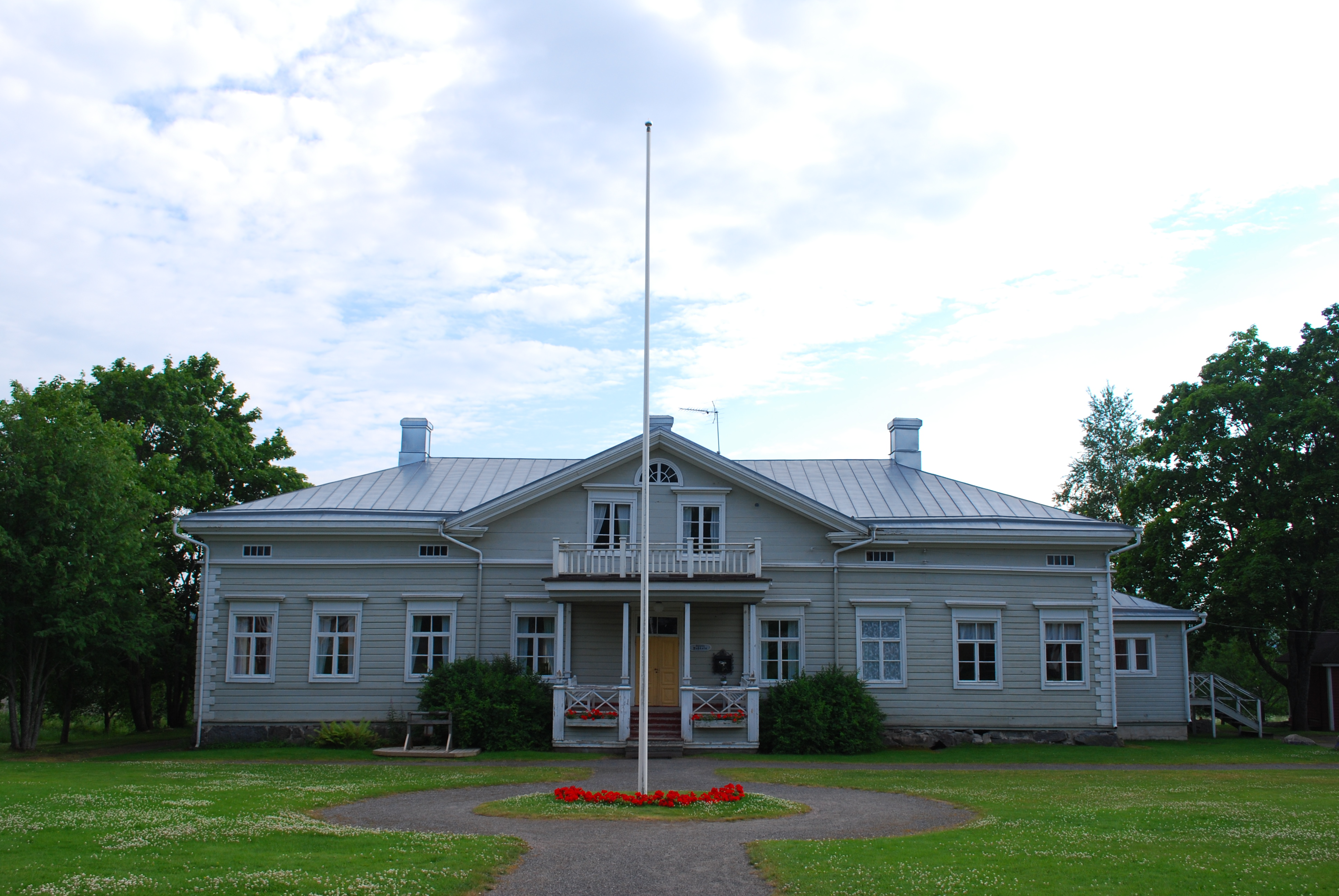
Manoir de Rahkola
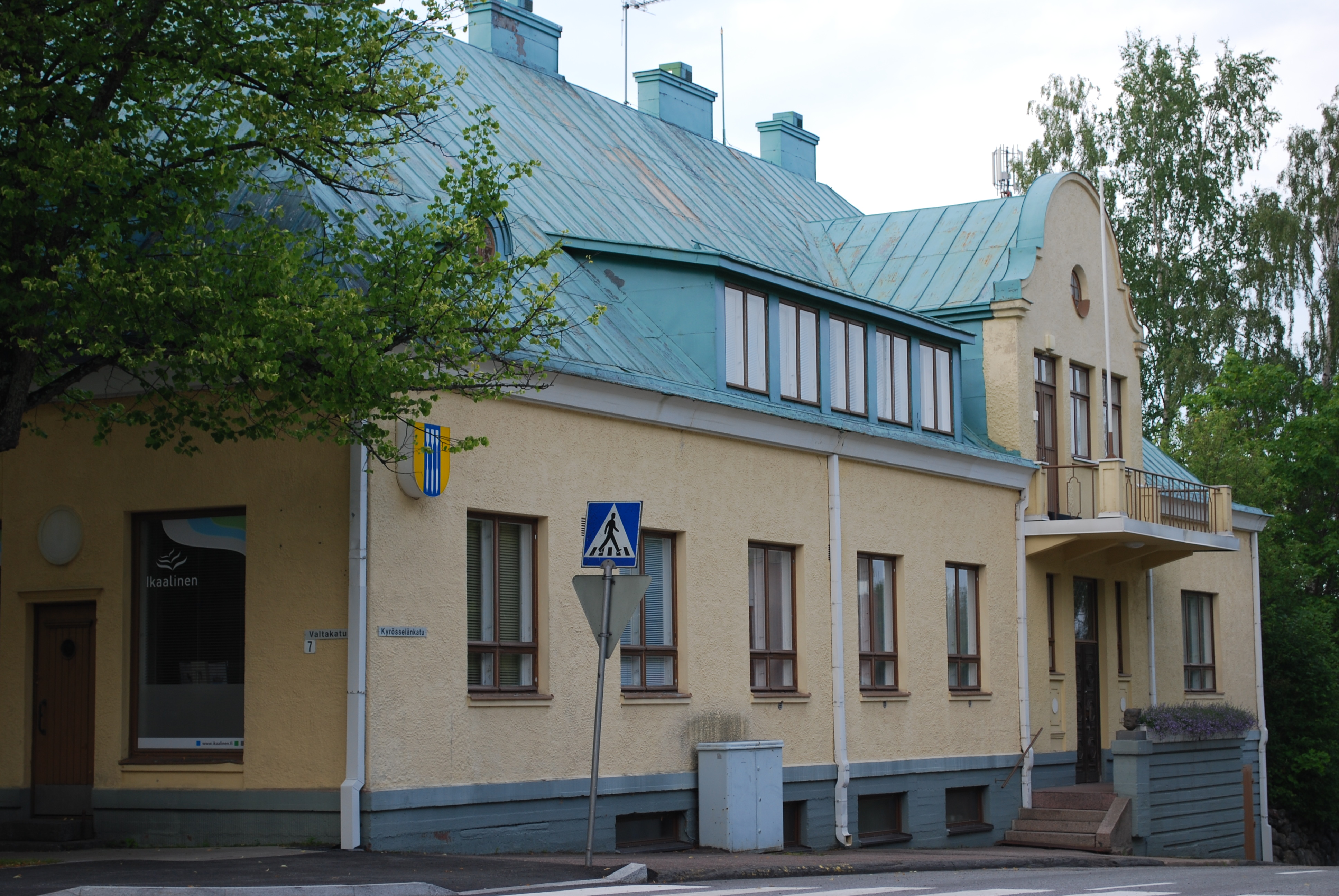
Mairie d'Ikaalinen
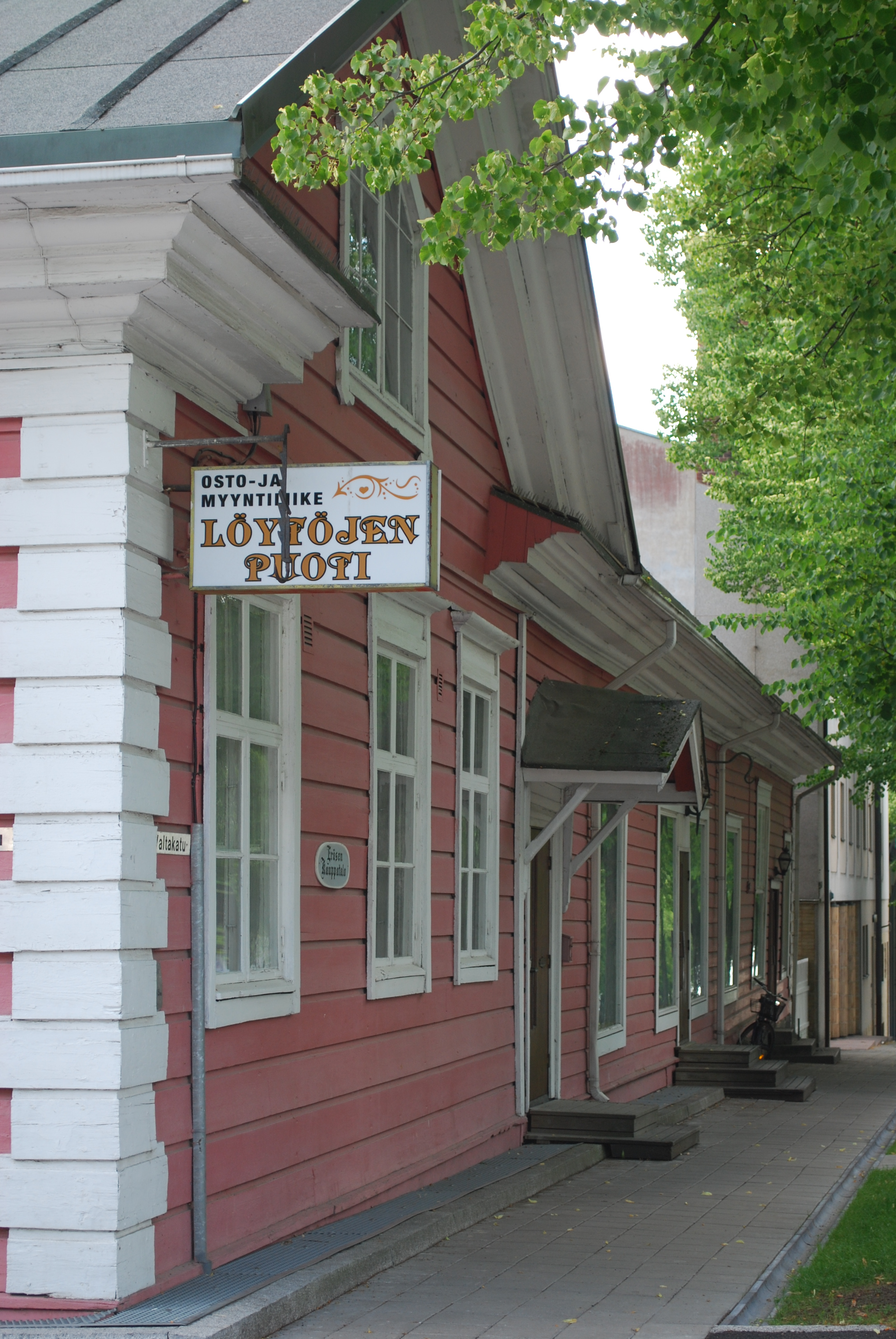
Magasin Eränen.
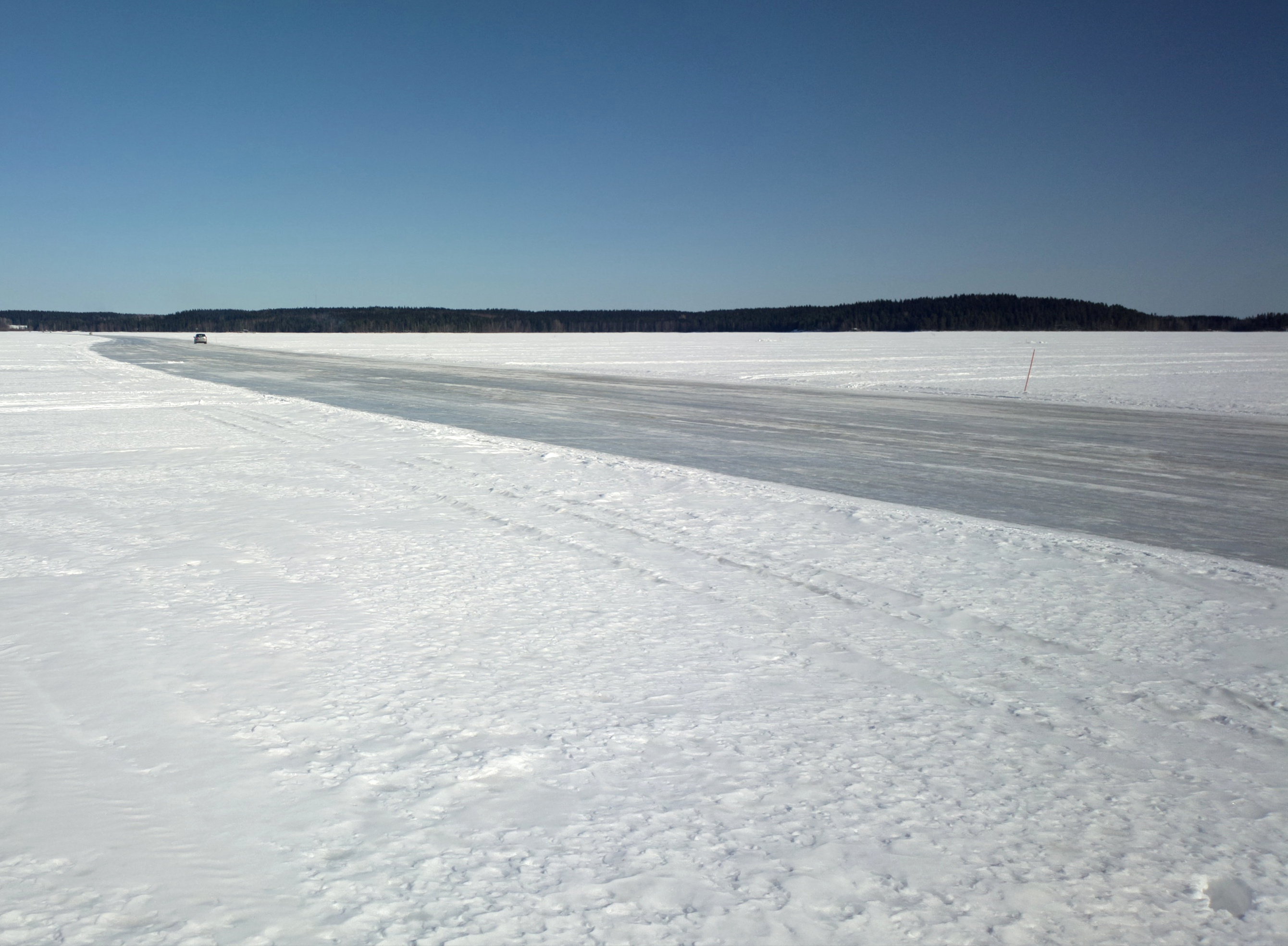
Sentier sur le lac Kyrösjärvi
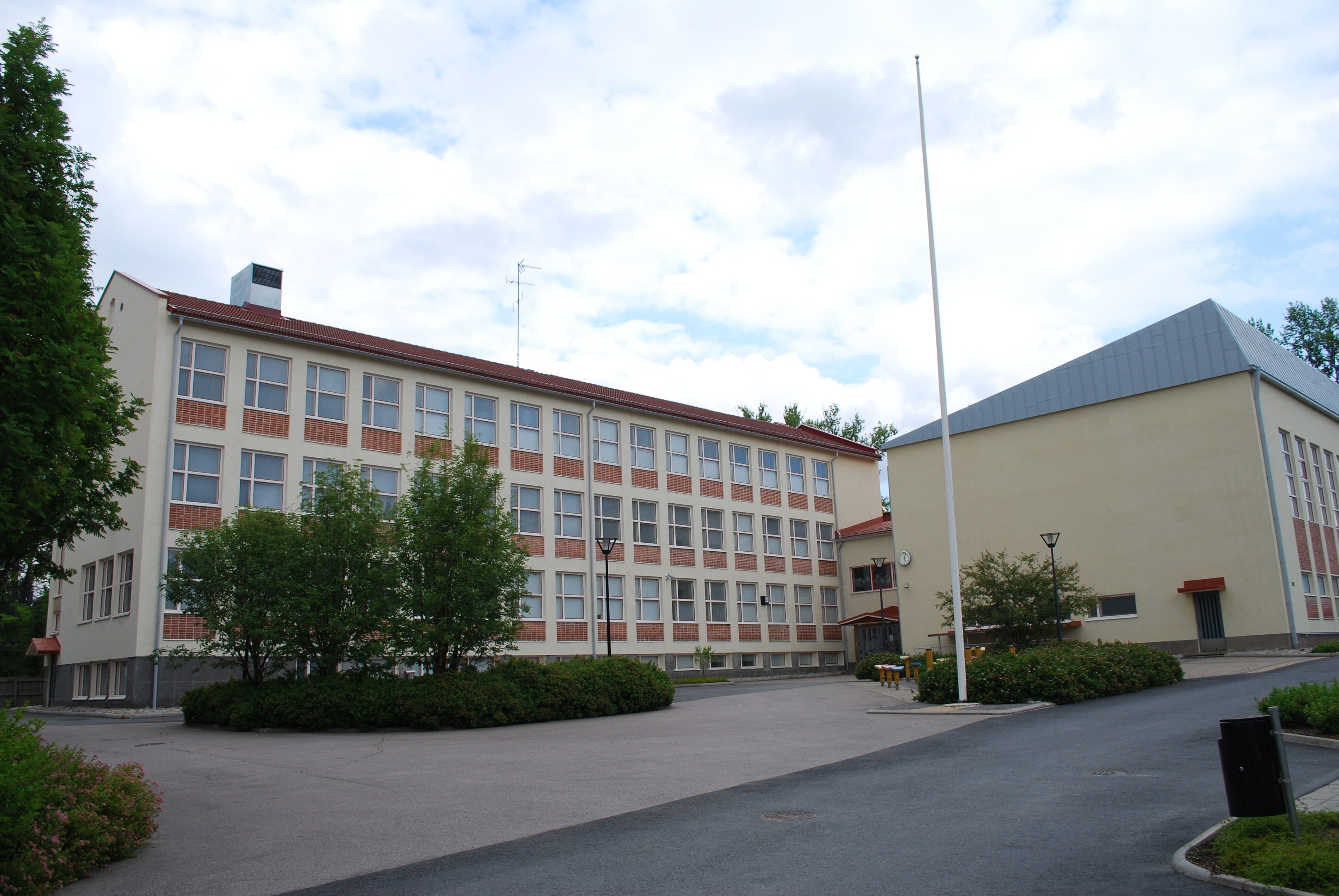
École d'Ikaalinen.
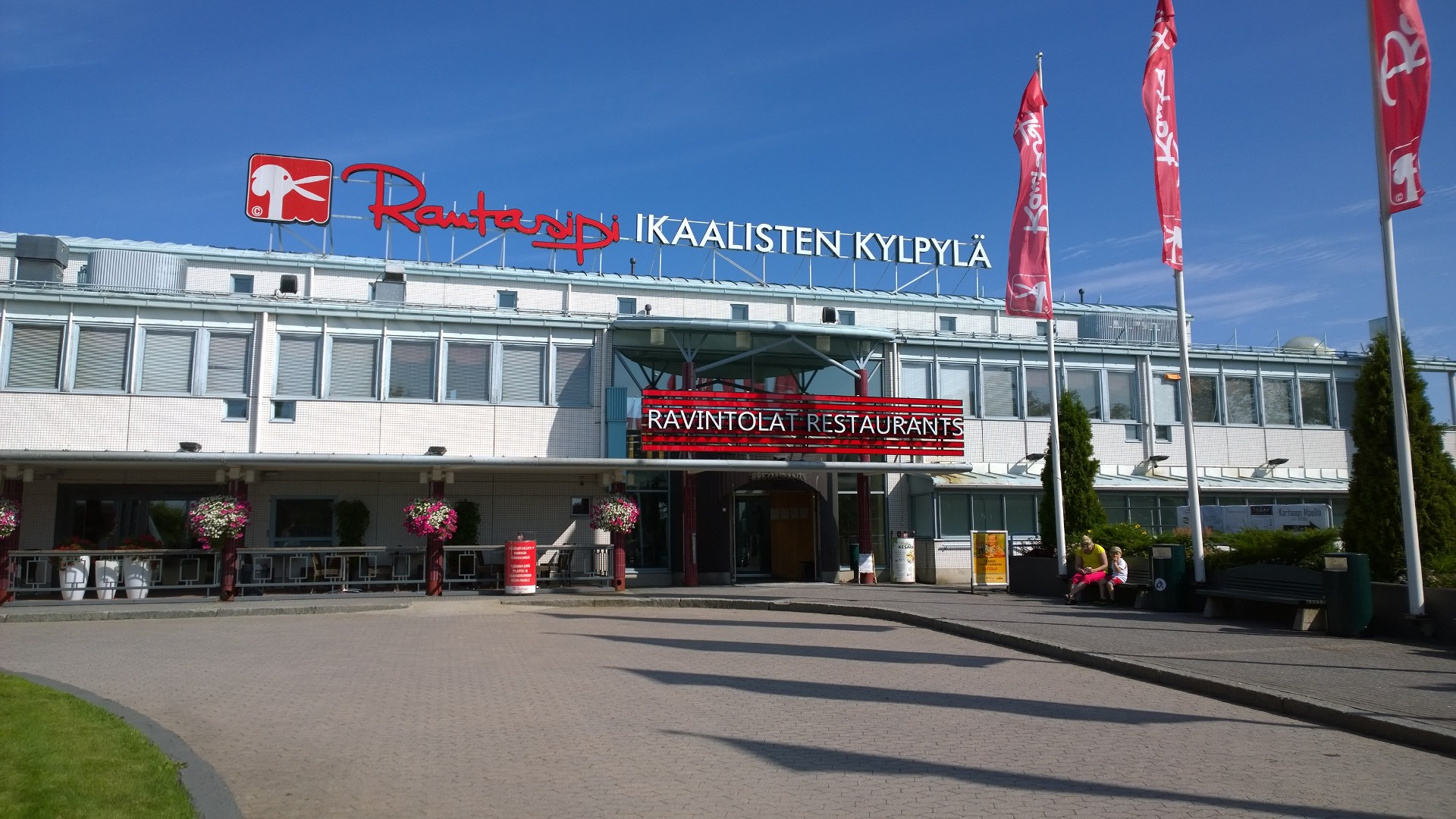
Station balnéaire d'Ikaalinen.
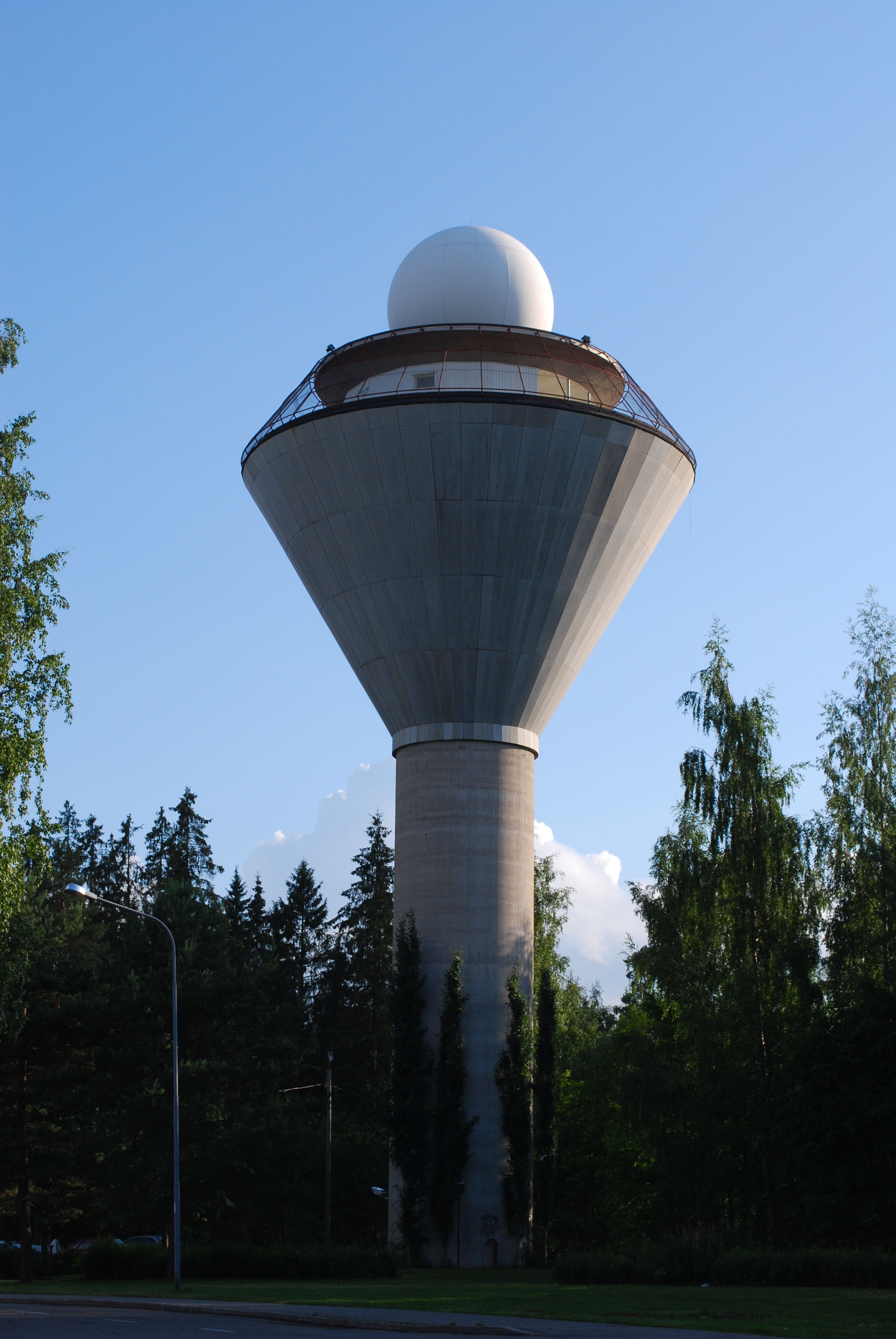
Château d'eau.
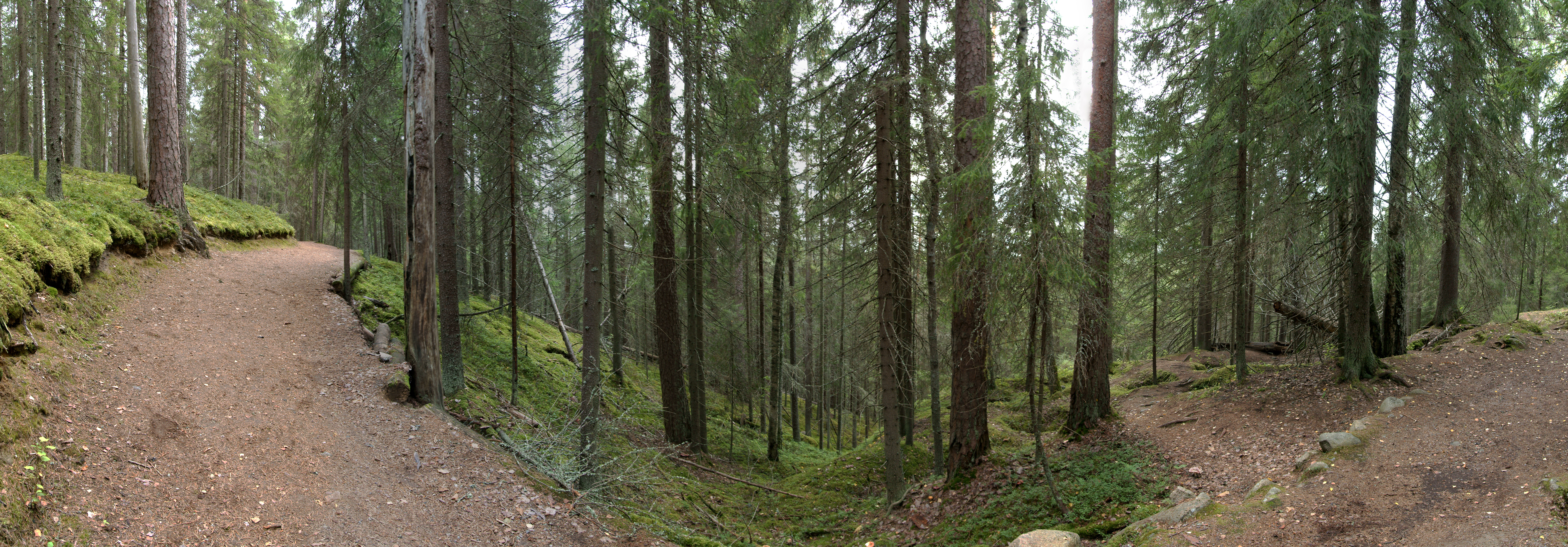
Parc national de Seitseminen